# Arnold Berger (Philologe)
Arnold Erich Berger (* 2. Juni 1862 in Ratibor, Schlesien; † 29. Februar 1948 in Seeheim an der Bergstraße) war ein deutscher Philologe und Germanist.

## Leben
Arnold Erich Berger wurde im Juni 1862 als Sohn des Kanzleirates Carl August Berger und dessen Ehefrau Maria Hartmann in Ratibor geboren. Berger besuchte Schulen in Berlin und Leipzig. Er absolvierte 1881 sein Abitur an der Thomasschule zu Leipzig. Danach studierte er Philologie und Philosophie, insbesondere Germanistik und Romanistik an der Universität Leipzig. 1886 promovierte er zum Dr. phil. und habilitierte sich im März 1890 an der Universität Bonn und wurde Privatdozent. Von 1897 bis 1900 war er Assistent an der Universitätsbibliothek in Bonn. Von 1897 bis 1901 war er zudem wissenschaftlicher Hilfsarbeiter bei der Redaktion der Luther-Ausgabe Berlin. 
Am 17. März 1900 wurde ihm der Titel eines Professors verliehen. Im April 1901 wurde er außerordentlicher Professor an der Universität Kiel und am 1. Oktober 1902 an der Universität Halle. Zum 1. Oktober 1905 erhielt er eine ordentliche Professor für Literaturgeschichte und Geschichte an der Technischen Hochschule Darmstadt. Er forschte hauptsächlich über die Reformationszeit und zum Leben und Werk von Martin Luther. Über Luther legte er eine vierbändige Biografie vor.
Arnold Berger wurde 1914 Rektor der TH Darmstadt. Seine Rektoratsrede vom 31. Oktober 1914 hielt er über das Thema "Der deutsche Idealismus und der Weltkrieg". Diese Rede zeigt ihn "als Vertreter eines hohlen Pathos" (Karl Otmar von Aretin). Berger vertrat sehr stark konservative, deutsch-nationale Positionen. Er gehörte neben 32 anderen Professoren an der TH Darmstadt zu den Unterzeichnern der Erklärung der Hochschullehrer des Deutschen Reiches vom 16. Oktober 1914. Nach dem Ende des Ersten Weltkrieges wurde er zum "schrankenlosen Hasser der Weimarer Republik". Dies zeigt sich insbesondere in seiner Schrift "Das alte und das neue Deutschland" aus dem Jahre 1921. In dieser Schrift anlässlich des 50. Jahrestages der Reichsgründung wetterte er gegen den Versailler Vertrag und gab dem "Geistes- und Werteverfall" die eigentliche Schuld am Untergang des Kaiserreiches.
Er war eine der treibenden Kräfte für die Gründung einer eigenständigen Abteilung für Kultur- und Staatswissenschaften an der TH Darmstadt, die schließlich Anfang 1924 aus der bisherigen Allgemeinen Abteilung herausgelöst wurde. Er war von 1924 bis 1926 auch der erste Dekan dieser neuen Abteilung.
Berger wurde 1933 emeritiert. Sein Lehrstuhl wurde daraufhin nicht wieder neu besetzt. In der Zeit des NS-Regimes blieb er der Technischen Hochschule zunächst weiterhin verbunden und las bis zum Wintersemester 1934/35 zu den gleichen Themen wie in seiner aktiven Zeit. Er trat weder der NSDAP, der SA noch der SS bei. 
Berger starb am 29. Februar 1948 im Alter von 85 Jahren in Seeheim an der Bergstraße. Er war in erster Ehe ab 1901 mit Olga Abelsdorff aus Berlin verheiratet. Seit Dezember 1913 war er in zweiter Ehe mit Theodore Meyersieck, einer Fabrikantentochter aus Osnabrück, verheiratet.

## Ehrungen
- 1916: Geheimer Hofrat
- 1917: Ehrendoktorwürde der theologischen Fakultät der Universität Gießen

## Veröffentlichungen
- 1899: Ursachen und Ziele der deutschen Reformation. Leipzig: Braun.
- 1913: Wilhelm II. und das Reich. Darmstadt: Bergsträsser.
- 1921: Das alte und das neue Deutschland. Über Methode und Aufgabe der Volkswirtschaftslehre. Darmstadt.